# Novos Cinemas
Novos Cinemas o Festival Internacional de Cine de Pontevedra es un festival de cine que se celebra durante una semana en el mes de diciembre en la ciudad española de Pontevedra.

## Historia
El festival nació en 2015 en la ciudad de Pontevedra con una primera edición cero o piloto, con el objetivo de promover el talento emergente y la creatividad contemporánea. Esta edición piloto, del 11 al 13 de diciembre de 2015, contó con una sección competitiva internacional con nueve filmes a concurso y diversas actividades de formación y encuentros profesionales. Desde su primera edición oficial, celebrada del 28 de junio al 3 de julio de 2016, Novos Cinemas ha mantenido una programación centrada en el apoyo y difusión de los trabajos de los creadores audiovisuales noveles. 
En 2017, en su segunda edición, se instauró la nueva sección Latexos para proyectos más íntimos y emergentes. En 2024, Novos Cinemas incorporó la sección Ceres, un espacio dedicado a visibilizar el trabajo creativo surgido en escuelas de cine y centros formativos de España y Portugal.
El festival, que se ha consolidado como un referente en el panorama cinematográfico gallego e internacional, es organizado por un equipo de profesionales del ámbito cinematográfico y cultural, entre los que destacan Ángel Santos y Suso Novás, responsables de la organización. A lo largo de la trayectoria del festival Novos Cinemas han intervenido conocidos cineastas, como Javier Rebollo o Matías Piñeiro.
En sus ediciones más recientes, el Festival Internacional de Cine Novos Cinemas de Pontevedra ha consolidado su identidad como una plataforma para el cine emergente, caracterizándose por una programación diversa, una firme apuesta por la formación y una creciente proyección internacional. En sus últimas ediciones, el festival ha proyectado un total de 39 largometrajes, incluyendo nueve estrenos mundiales, dos internacionales, diez en España y doce en Galicia. En diciembre de 2024 el festival celebró su novena edición.

## Descripción
El festival Novos Cinemas es un evento que se desarrolla anualmente durante una semana alrededor de las primeras semanas de diciembre y que se ha consolidado como una relevante plataforma para el descubrimiento y promoción de cineastas emergentes a nivel internacional. Ofrece un espacio para la exhibición de primeras y segundas obras de autor, fomentando la creatividad contemporánea y el talento joven en el ámbito cinematográfico.
El festival se celebra en diversos espacios emblemáticos de Pontevedra, como el Teatro Principal, la Casa de las Campanas, la Facultad de Comunicación de Pontevedra y el Museo de Pontevedra.
El festival estructura su programación en tres secciones competitivas principales: la Sección Oficial y Latexos. La sección Oficial presenta primeras y segundas obras de cineastas nacionales e internacionales. La sección Latexos está destinada a dar visibilidad a producciones de carácter más íntimo, personal y emergente con un enfoque experimental. La sección Ceres, incorporada en la novena edición, está dirigida a visibilizar el trabajo de los centros de formación audiovisual de España y Portugal, incluyendo obras realizadas por estudiantes.
Durante el festival se realiza la proyección de películas de autores consagrados y noveles procedentes de distintos países. Se han proyectado películas galardonadas en distintos festivales de cine del extranjero como Cannes, Berlín o Tokio.
El Festival Internacional de Cine de Pontevedra reúne a cineastas emergentes del panorama internacional junto a creadores del audiovisual gallego más incipiente. Entre sus propuestas el festival incluye además talleres, mesas redondas y debates, encuentros entre creadores, directores y otros profesionales, así como laboratorios de desarrollo de nuevos proyectos audiovisuales.
Además de las proyecciones cinematográficas, Novos Cinemas desarrolla un importante proyecto formativo para fomentar la formación audiovisual y acercar el cine a todos los públicos, que incluye programas como #AULACREAS2i, dirigido a estudiantes universitarios, #AULA+NOVOS para población escolar y #AULAABERTA para la ciudadanía adulta. El #LAB, Laboratorio de desarrollo de primeros largometrajes, está dirigido por profesionales que asesoran a cineastas emergentes en el proceso creativo.
Novos Cinemas refuerza su apuesta por las nuevas voces del cine a través de una selección de premios que destacan distintas perspectivas: el reconocimiento al mejor largometraje, el premio Xurado Novo o  el premio del público Cinemas de Galicia. 
El festival ha reforzado su vocación internacional mediante colaboraciones con festivales como Porto/Post/Doc y MDOC (Melgaço International Documentary Film Festival). Además, ha dedicado enfoques especiales a cineastas internacionales como Maxime Martinot y Katrin Rothe, ofreciendo retrospectivas de sus obras.
El festival forma parte del circuito Rías Baixas Film Fest, una iniciativa respaldada por la Diputación de Pontevedra que agrupa varios festivales de cine de la provincia de Pontevedra, con el objetivo de promover la cultura y el turismo a través del cine.
El festival está patrocinado por el Ayuntamiento de Pontevedra, la Diputación Provincial de Pontevedra, la Junta de Galicia, la universidad en Pontevedra y el ICAA.